# Liceum Ogólnokształcące Towarzystwa Ewangelickiego w Cieszynie
Liceum Ogólnokształcące Towarzystwa Ewangelickiego (LOTE) – liceum ogólnokształcące przy ulicy Sienkiewicza 2 w Cieszynie.

## Historia
Dzięki ugodzie altransztadzkiej z 1707 r., na mocy której pozwolono ewangelikom wybudować sześć nowych kościołów, powstały także szkoły przykościelne. Obok wznoszonego w Cieszynie w latach 1709–1723 ewangelickiego Kościoła Jezusowego niemal jednocześnie prowadzono budowę szkoły. W 1725 r. poświęcono nowy murowany budynek szkolny (Stare Gimnazjum tzw. Pajta), który służył społeczności ewangelickiej niemal przez 150 lat. W części budynku Towarzystwo Ewangelickie prowadzi Przedszkole Towarzystwa Ewangelickiego.
W 1881 r. z inicjatywy ks. Franciszka Michejdy z Nawsia koło Jabłonkowa powstało Towarzystwo Ewangelickie Oświaty Ludowej, którego celem było szerzenie oświaty, głównie wydawanie książek w języku polskim, szczególnie religijnych. Towarzystwo poszerzało działalność. W 1905 r. zmieniło nazwę na Towarzystwo Ewangelickie. Głównym celem stała się działalność oświatowa ważna w kontekście możliwości odzyskania niepodległości.
W latach 1951–1952 w budynku przy ul. Sienkiewicza 2 władze komunistyczne umieściły internat dla chłopców, głównie uczniów Technikum Mechaniczno-Elektrycznego, zaś w 1963 r. – z naruszeniem prawa – rozwiązały Towarzystwo Ewangelickie i przejęły jego cały majątek, w tym szkołę.
Po 1989 r. podjęto decyzję o konieczności odzyskania budynku szkoły przy ulicy Sienkiewicza 2. Planowano reaktywować Towarzystwo Ewangelickie, co nastąpiło w 1991 r. W tym roku grupa cieszyńskich nauczycieli ewangelików zrzeszonych w Towarzystwie Ewangelickim zdecydowała się na stworzenie społecznego liceum ogólnokształcącego, kontynuując tradycję szkoły ewangelickiej w Cieszynie. Budynek został odzyskany 23 września 1992 r. Uroczysta inauguracja pierwszego roku nauki w nowej odsłonie odbyła się 1 września 1993 r. w sali Parafii Ewangelicko-Augsburskiej w Cieszynie przy udziale burmistrza miasta Jana Olbrychta. Z powodu remontu w budynku przy ul. Sienkiewicza 2 rocznik 1993/1994 uczył się w budynku I Liceum Ogólnokształcące im. Antoniego Osuchowskiego. Kolejny rocznik uczył się w odnowionej szkole, na której uroczyste poświęcenie przybył ks. Biskup Kościoła Ewangelicko-Augsburskiego w RP Jan Szarek.

## Dyrektorzy
- Danuta Molin-Puczek (1993–2001)[7]
- Lidia Pałac (2001–2016)[8]
- Aleksandra Trybuś-Cieślar (od lutego 2016 r.)[7]

## Osiągnięcia szkoły
W latach 2018, 2019 i 2020 szkoła uzyskała najwyższy wynik w powiecie cieszyńskim według rankingu „Perspektywy”.

### Laureaci i finaliści olimpiad
- Tomasz Pochaba – laureat Olimpiady Ochrony Środowiska w 1997 r.[10]
- Joanna Szlaur – finalistka XXVIII Olimpiady Literatury i Języka Polskiego w 1998 r.[10]
- Bartosz Zarzycki – laureat XXX Olimpiady Biologicznej w 2000 r. i 2001 r.[10]
- Piotr Jaskier – finalista Olimpiady Wiedzy o Unii Europejskiej w 2002 r.[10]
- Piotr Guńka – laureat Olimpiady Chemicznej i złoty medalista Międzynarodowej Olimpiady Chemicznej w 2006 r.[10]
- Paweł Ferfecki – finalista XXXIV Olimpiady Geograficznej w 2008 r.[10]
- Szymon Kubicius – finalista Olimpiady Matematycznej i złoty medalista Międzynarodowej Olimpiady Matematycznej Państw Środkowoeuropejskich w 2009 r.[10]
- Jeanne Bisch – finalistka XXXIV i XXXV Olimpiady Języka Francuskiego 2011 r. i 2012 r.[10]
- Sophie Bisch – laureatka XXXVI Olimpiady Języka Francuskiego w 2013 r.[10]

### Nauczyciele wyróżnieni nagrodami
- Małgorzata Hauptmann – nagroda kuratora oświaty w 2012 r.[11]
- Justyna Sobota – nagroda kuratora w 2014 r.[12]
- Lidia Pałac – nagroda kuratora w 2015 r.[6]
- Justyna Sobota – Medal Komisji Edukacji Narodowej w 2019 r.[13]
- Katarzyna Zawistowska-Słupczyńska – Medal Komisji Edukacji Narodowej w 2019 r.[13]
- Wioletta Wędrowczyk-Zamarska – Medal Komisji Edukacji Narodowej w 2019 r.[13]

## Absolwenci
- Paweł Konik – śpiewak operowy Opery Bałtyckiej[14]
- Joanna Korczago – dyrygentka Chóru Akademickiego Wojskowej Akademii Technicznej[1][15]
- ks. Łukasz Ostruszka – proboszcz Parafii Ewangelicko-Augsburskiej w Krakowie[16]
- Szymon Brózda – dziennikarz w TVN Grupa Discovery / Dzień dobry TVN[17]
- Mateusz Ciupka – redaktor „Ruchu Muzycznego”[18][19]
- Wojciech Wantulok – dyrygent Zespołu Pieśni i Tańca „Śląsk”[20]
- ks. Grzegorz Brudny – proboszcz Parafii Ewangelicko-Augsburskiej Świętej Trójcy w Lublinie[21]
- ks. Marcin Kotas – proboszcz Parafii Ewangelicko-Augsburskiej w Poznaniu[22]
- ks. Wiktoria Matloch – wikariusz Parafii Ewangelicko-Augsburskiej Wniebowstąpienia Pańskiego w Warszawie[23][24]